# Aespa (musikgrupp)
Aespa (koreanska: 에스파) är en sydkoreansk tjejgrupp bildad av SM Entertainment som består av medlemmarna Karina, Giselle, Winter och Ningning. De debuterade den 17 november 2020 med singeln "Black Mamba".

## Historia
Den 26 oktober 2022 annonserade SM Entertainment att de skulle debutera en ny tjejgrupp, deras första sedan Red Velvet 2014 och deras första idolgrupp överlag sedan NCT 2016. Gruppens namn och medlemmar avslöjades individuellt med start den 27 oktober (i ordning: Winter, Karina, Ningning och Giselle). SM Entertainments grundare Lee Soo-man förklarade gruppens koncept vid 2020 års World Cultural Industry Forum den 28 oktober. En videotrailer med alla fyra medlemmar publicerades den 2 november tillsammans med tillkännagivandet av Aespas debutsingel "Black Mamba" den 17 november. Gruppen gjorde sitt första TV-framträdande på KBS2:s Music Bank den 20 november, där de uppträdde med "Black Mamba",  och vann deras första musikpris i TV på SBS:s Inkigayo den 17 januari 2021.
Den 29 januari 2021 tillkännagav SM Entertainment att Aespa skulle ge ut en remake av "Forever", en låt som ursprungligen hade spelats in av Yoo Young-jin för SM Entertainments julalbum Winter Vacation 2000. Aespas version av låten, en "mellantempo-ballad karakteriserad av akustisk gitarr" med "värmande låttext om att lova en älskande att vara tillsammans för alltid", gavs ut den 5 februari.
Den 4 maj annonserade SM Entertainment att Aespa skulle släppa sin nästa singel "Next Level", en dans- och hiphop-låt med en "tuff" rapp, "energisk" bas och "kraftfull sång". Den gavs ut den 17 maj och debuterade på nionde plats på Gaon Digital Chart och nådde som bäst andra plats, vilket blev deras första topp 5-hit i Sydkorea. "Next Level" blev Aespas tredje låt på Billboard-listan World Digital Song Sales, där den som bäst nådde tredje plats. Den 2 juli rapporterades det att Aespa hade skrivit på kontrakt med Creative Artists Agency för deras framtida aktiviteter i USA. Den 10 september tillkännagavs det att remixversioner av "Next Level" skulle släppas den 14 september, tillsammans med en musikvideo och en visualizer-video för "Next Level (IMLAY Remix)".

## Medlemmar
- Karina (카리나) – ledare, dansare, rappare, sångare
- Giselle (지젤) – rappare, sångare
- Winter (윈터) – sångare, dansare
- Ningning (닝닝) – sångare

## Diskografi
| - Savage (2021) - Girls (2022) - My World (2023) - Drama (2023) | - "Black Mamba" (2020) - "Forever" (약속) (2020) - "Next Level" (2021) - "Savage" (2021) - "Dreams Come True" (2021) - "Life's Too Short" (2022) - "Girls" (2022) - "Beautiful Christmas" (2022, med Red Velvet) - "Welcome to My World" (2023) - "Spicy" (2023) - "Better Things" (2023) - "Drama" (2023) |